# Jakov Lind
Jakov Lind, pseudoniem van Heinz Landwirth, (Wenen, 10 februari 1927 - Londen, 17 februari 2007) was een Britse schrijver van voornamelijk romans maar ook van hoorspelen en toneelstukken. Daarnaast is hij eveneens kunstschilder, filmregisseur en acteur geweest. Hij was van Joods-Oostenrijkse komaf.

## Leven en werk
Lind maakte het nodige in het zijn jeugd mee. Zijn ouders waren vanwege de Anschluss in 1938 naar het toenmalige Mandaatgebied Palestina vertrokken. Zelf kwam de jonge Heinz met een vluchtelingentransport in Nederland terecht. Afwisselend verblijvend in dat land en in nazi-Duitsland wist hij als zogenaamde Nederlander de oorlog door te komen zich daarbij bedienend van de valse naam Jan Gerrit Overbeek.
Na de oorlog verbleef hij enkele jaren in Israël en daarna keerde hij in 1950 naar Wenen terug, studeerde daar een aantal jaren en vestigde zich in 1954 in de Britse hoofdstad Londen. Het verblijf aldaar wisselde hij af met New York en het kunstenaarsdorp Deià op Majorca. Daarnaast maakte hij een groot aantal reizen waarbij hij allerlei landen aandeed en gaf hij aan Amerikaanse universiteiten gastcolleges over creatief schrijven.
Tijdens zijn verblijf destijds in Israël was hij al enigszins begonnen met het voortbrengen van literair werk maar zijn debuut vond pas in 1962 plaats met een bundel verhalen getiteld (vertaald) Een ziel van hout waarin hij ervaringen uit zijn jeugdjaren in een surrealistisch kader plaatste. In datzelfde jaar woonde hij ook voor het eerst een bijeenkomst van de Duitstalige literaire kring Gruppe 47 bij. Voorts schreef hij nog diverse andere werken zoals onder meer Landschap in beton, een roman en Stap voor stap, een autobiografie. Hanteerde hij in zijn beginperiode nog het Duits, vanaf de jaren zeventig begon hij in het Engels te schrijven en ook aquarellen te schilderen en deze vervolgens te exposeren.
Wat zijn activiteiten op het terrein van de filmregie aangaat, in 1964 regisseerde hij Die Öse en in 1977 Thema und Variationen. Verder speelde hij de rol van Jacob in de film Das Schweigen des Dichters (1987).
Jakov Lind overleed op tachtigjarige leeftijd.